# Chemax
Chemax là một đô thị thuộc bang Yucatán, México. Năm 2005, dân số của đô thị này là 30023 người.